# Веар (Массачусетс)
Веар (англ. Ware) — місто (англ. town) в США, в окрузі Гемпшир штату Массачусетс. Населення — 10 066 осіб (2020).

## Демографія
Згідно з переписом 2010 року, у місті мешкали 9872 особи в 4120 домогосподарствах у складі 2630 родин. Було 4590 помешкань
Расовий склад населення:
| - 94,1 % — білих - 1,0 % — чорних або афроамериканців - 0,7 % — азіатів - 0,3 % — корінних американців - 1,4 % — осіб інших рас |

До двох чи більше рас належало 2,4 %. Частка іспаномовних становила 3,9 % від усіх жителів.
За віковим діапазоном населення розподілялося таким чином: 21,8 % — особи молодші 18 років, 63,4 % — особи у віці 18—64 років, 14,8 % — особи у віці 65 років та старші. Медіана віку мешканця становила 41,2 року. На 100 осіб жіночої статі у місті припадало 96,6 чоловіків;  на 100 жінок у віці від 18 років та старших — 94,5 чоловіків також старших 18 років.
Середній дохід на одне домашнє господарство  становив 64 038 доларів США (медіана — 50 016), а середній дохід на одну сім'ю — 77 641 долар (медіана — 76 085). Медіана доходів становила 55 156 доларів для чоловіків та 40 808 доларів для жінок. За межею бідності перебувало 14,3 % осіб, у тому числі 21,3 % дітей у віці до 18 років та 17,4 % осіб у віці 65 років та старших.
Цивільне працевлаштоване населення становило 4912 осіб. Основні галузі зайнятості: освіта, охорона здоров'я та соціальна допомога — 26,5 %, роздрібна торгівля — 14,2 %, виробництво — 12,9 %.